# بويغيات
البويغيات أو الفطريات البويغية (الاسم العلمي: Microsporidia) هي شعبة من الفطريات. والفطريات البويغية تشكل مجموعة من الطفيليات وحيدة الخلية التي تنتج الأبواغ. واعتبرت هذه المجموع في سابق ضمن الأوليات أو الطلائعيات ولكنها الآن ضمن الفطريات أو ضمن مجموعة شقيقة للفطريات. تم تسمية ما يقارب ال 1500 نوعاً منها ولكن من المرجح أحتمال وجود أكثر من مليون نوعًا.
ويقتصر تواجد البويغيات في العوائل الحيوانية وجميع المجموعات الرئيسية من الحيوانات تقوم باستضافة البويغيات. عادة ما تصيب الحشرات بشكل رئيسي، ولكنها أيضًا مسؤولة عن الأمراض الشائعة في القشريات والأسماك. الأنواع المعروفة من الفطريات البويغية عادة ما تصيب مضيف واحد أو مجموعة من الأصنوفات المرتبطة ارتباطاً وثيقاً. هناك عدد من الأنواع، معظمها انتهازية، تصيب البشر. ما يقرب من 10 في المئة من الأنواع هي طفيليات تصيب الفقاريات، بما في ذلك البشر، مما يمكن أن يسبب داء البوغيات الخفية.
بعد الإصابة التي تؤثر على مضيفيهم بطرق مختلفة وتقوم بغزو جميع الأجهزة والأنسجة على الرغم من أن ذلك يتم عموماً غبر أنواع مختلفة من ميكرويات الأبواغ. بعض هذه الأنواع فتاكة ويستخدم عدد قليل من أنواعها في المكافحة البيولوجية للآفات الحشرية.
الإخصاء الطفيلي أوالتعملق أو تغيير نوع جنس المضيف كلها من الآثار المحتملة للتطفل مكروي الأبواغ (في الحشرات). في الحالات الأكثر تقدمًا من التطفل يتحكم الفطر البويغي بالخلية المضيفة تمامًا ويسيطر على عملية التمثيل الغذائي والاستنساخ مما ينتهي بتشكيل أورام الزينوما xenoma.

## التصنيف
هناك تصنيفات عديدة للبويغيات، منها:
- - طائفة البويغيات المتشنكوفيلية (الاسم العلمي:Metchnikovellidea)
    - رتبة المتشنكوفيليات

  - طائفة مكرويات الأبواغ (الاسم العلمي:بويغيات)
    - تحت طائفة Haplophasea
      - رتبة Chytridiopsida
      - رتبة Glugeida

    - تحت طائفة Dihaplophasea
      - رتبة Meiodihaplophasida
      - رتبة Dissociodihaplophasida

في الوقت الحاضر يتم وضع البويغيات داخل الفطريات أو باعتبارها مجموعة شقيقة للفطريات مع سلف مشترك.
تشكيل الأصنوفات يعتمد إلى حد كبير على الموائل والمضيف. وإقترح تشارلز فوسبرنك وبتينا ديبرنر-فوسبرنك (Vossbrinck and Debrunner-Vossbrinck) ثلاث طوائف من البويغيات بناء على الموائل: البويغيات البحرية Aquasporidia والبويغيات المائية Marinosporidia والبويغيات الأرضية Terresporidia.
أحد التصانيف يمكن أن يكون:
1. تحت طائفة: Dihaplophasea
  - رتبة: Meiodihaplophasida
    - فوق فصيلة Thelohanioidea
      - الفصيلة Thelohaniidae
      - الفصيلة Duboscqiidae
      - الفصيلة Janacekiidae
      - الفصيلة Pereziidae
      - الفصيلة Striatosporidae
      - الفصيلة Cylindrosporidae

    - فوق فصيلة Burenelloidea
      - الفصيلة Burenellidae

    - فوق فصيلة Amblyosporoidae
      - الفصيلة Amblyosporidae

  - رتبة Dissociodihaplophasida
    - فوق فصيلة Nosematoidea
      - الفصيلة Nosematidae
      - الفصيلة Ichthyosporidiidae
      - الفصيلة Caudosporidae
      - الفصيلة Pseudopleistophoridae
      - الفصيلة Mrazekiidae

    - فوق فصيلة Culicosporoidea
      - الفصيلة Culicosporidae
      - الفصيلة Culicosporellidae
      - الفصيلة Golbergiidae
      - الفصيلة Spragueidae

    - فوق فصيلة Ovavesiculoidea
      - الفصيلة Ovavesiculidae
      - الفصيلة Tetramicridae
2. تحت طائفة Haplophasea
  - رتبة Glugeida

  - الفصيلة Glugeidae
  - الفصيلة Pleistophoridae
  - الفصيلة Encephalitozoonidae
  - الفصيلة Abelsporidae
  - الفصيلة Tuzetiidae
  - الفصيلة Microfilidae
  - الفصيلة Unikaryonidae

  - رتبة Chytridiopsida

  - الفصيلة Chytridiopsidae
  - الفصيلة Buxtehudiidae
  - الفصيلة Enterocytozoonidae
  - الفصيلة Burkeidae